# Rio Gruiu Lung
O Rio Gruiu Lung é um rio da Romênia, afluente do Murguşa, localizado no distrito de Hunedoara.